# Wolfgang Schröder (Kapitän)
Wolfgang Schröder (* 1947 oder 1948; † 16. August 2010 vor Adrigole, County Cork) war ein deutscher Kapitän der Handelsmarine. Bekanntheit erlangte er 1987 als Retter vor Ort beim Unglück der Herald of Free Enterprise, da sein Verhalten viele Menschen vor dem Ertrinken bewahrte. Im Jahr 2006 wurde er in den USA zu einer Gefängnisstrafe verurteilt, weil sein Schiff wegen eines technischen Defektes einen Brückenkran rammte, wobei ein Hafenarbeiter starb.

## Herald of Free Enterprise
In der Nacht des 6. März 1987 kenterte die Herald of Free Enterprise vor dem Hafen von Zeebrügge mit 459 Passagieren und 80 Besatzungsmitgliedern an Bord. Neben einem Kommando der belgischen Marine, das in der Nähe eine Übung abgehalten hatte, war das RoRo-Schiff Gabriele Wehr unter dem Kommando von Wolfgang Schröder als erstes vor Ort und nahm Schiffbrüchige auf. Nach der Rettung empfing Schröder Ehrungen durch die britische Premierministerin Margaret Thatcher und den belgischen König Baudouin.

## Unfall in Mobile
Am 2. März 2006 kam es im Hafen von Mobile, Alabama, beim Ablegemanöver zu einem Unglück. Die ZIM Mexico III, ein Containerschiff der Hamburger Reederei Rickmers, rammte nach dem Ausfall des Bugstrahlruders eine Containerbrücke, die zusammenbrach und den Elektriker Shawn Jacobs erschlug. Der Brückenfahrer blieb unverletzt, wurde aber wegen einer posttraumatischen Belastungsstörung dienstunfähig.
Schröder setzte nach einer ersten Untersuchung zunächst den Dienst an Bord fort, wurde jedoch später in Houston zu einer Befragung bei der Polizei gebeten und verhaftet. Er wurde nach der Seaman’s Manslaughter Statute von 1838 wegen fahrlässiger Tötung verurteilt. Bis zu der späteren Festsetzung des Strafmaßes saß er im Baldwin County Jail in Bay Minette ein. Nach vier Monaten wurde seine weitere Strafe durch eine Richterin zur Bewährung ausgesetzt und Schröder musste die Vereinigten Staaten verlassen. Zahlreiche Beobachter, darunter hochrangige Seeleute und Diplomaten, betrachteten den Schuldspruch und die Haftbedingungen als skandalös.

## Tod
Schröder verunglückte am 16. August 2010 bei einem Angelausflug in der Bantry Bay, nahe dem Hafen von Adrigole im County Cork. Er war an Bord der Castaway, einer 25-Fuß-Yacht, als es zu einem Brand kam. Die vier Besatzungsmitglieder mussten das Boot verlassen. Drei starben im Wasser, darunter Schröder.